# Žižice
Žižice là một làng thuộc huyện Kladno, vùng Středočeský, Cộng hòa Séc.